# Calceolaria psammophila
Calceolaria psammophila là một loài thực vật có hoa trong họ Calceolariaceae. Loài này được Skottsb. mô tả khoa học đầu tiên năm 1916.